# Саша Стајић
Саша Стајић (Београд, 16. август 1978 − Даниловград, 24. март 1999) је био прва жртва НАТО агресије на СР Југославију, страдао на редовном одслужењу војног рока у касарни

## Биографија
Рођен је 16. августа 1978. године у Београду, као једино дете Душана Стајића и Милене.
Погинуо је 24. марта 1999. године око 20 часова, првог дана НАТО агресије на СРЈ, када је бомба пала на хангар у касарни "Милован Шарановић" у Даниловграду, где се Стајић налазио на стражи.
Сахрањен је на Централном гробљу у Београду. Његови родитељи живе у Земун Пољу и сваке године на дан његове погибије одлазе у Даниловград.